# William Hogarth
William Hogarth   (Londres, 10 de novembre de 1697 - Londres, 26 d'octubre de 1764) fou un artista britànic, il·lustrador i pintor satíric. És considerat pioner de les historietes occidentals. La seva obra varia des de l'excel·lent retrat realista a una sèrie de pintures d'estil dels còmics anomenades «costums morals moderns». Molta de la seva obra, que arriba de vegades a ser despietada, es burla dels costums i la política contemporanis. És el gran mestre de la sàtira social i política, en contacte directe amb la literatura contemporània de Henry Fielding. És també considerat un dels pares de l'escola artística britànica, després de diversos segles de predomini d'artistes estrangers al país.

## Biografia
Fill d'un pobre mestre d'escola i autor de llibres de text, William Hogarth va néixer al barri de Londres de Bartholomew Close. Quan era jove, fou aprenent del gravador Ellis Gamble a Leicester Fields, on va aprendre a gravar. El jove Hogarth també s'interessà per la vida dels carrers i de les fires de la ciutat, i s'entretingué esbossant els personatges que hi veia. Per la mateixa època, el seu pare fou empresonat per deutes a la presó de Fleet durant cinc anys; Hogarth mai en parlà.
L'abril del 1720, Hogarth s'establí com a gravador independent, primer gravant escuts d'armes, factures de botigues i dissenyant làmines per a llibrers. El 1727, fou contractat per Joshua Morris, un entapissador, per a dissenyar una al·legoria de l'element Terra. Morris, en sentir que Hogarth era un gravador, no un pintor, rebutjà l'obra quan estava acabada, i Hogarth el demandà davant del tribunal de Westminster on, el 28 de maig del 1728, el cas es decidí en favor de Hogarth.
El 23 de març del 1729, William Hogarth es casà amb Jane Thornhill, filla de l'artista sir James Thornhill.
Després d'uns primers anys com a gravador i dissenyador de segona categoria, Hogarth va decidir fer el salt a la categoria de pintor, però no li fou fàcil. En aquella època, els grans encàrrecs artístics de Londres estaven acaparats per artistes estrangers, dins d'un estil rococó i ampul·lós que Hogarth considerava artificial. Els reis i la noblesa anglesos subestimaven els artistes nacionals i preferien convocar els més cotitzats del continent, cosa que explica que, des del segle xvi, els artistes anglesos fossin eclipsats per autors estrangers com Hans Holbein el Jove, Rubens, Van Dyck, Sebastiano Ricci i Canaletto.
Hogarth criticava el gust anglès per la mitologia i els retrats pomposos, però la manca d'encàrrecs l'obligà a flaquejar en les seves conviccions. Abordà temes històrics de l'antiguitat, però no va atènyer resultats convincents.
El seu allunyament com a artista de renom es pot situar en la dècada del 1730, quan es bolcà en els seus temes satírics. Lector de Jonathan Swift, criticava la hipocresia de les classes altes. El seu viatge a París el 1744 li fa conèixer el rococó francès, que l'influeix en les seves conversation pieces i en el tractament dels vestits i les teles en els seus quadres.
Hogarth intentà explotar comercialment les seves millors creacions, repetint-les en gravat. Tanmateix, va atènyer tal èxit que fou víctima de la pirateria; els seus dissenys eren replicats de manera indiscriminada a Europa, i ell ni tan sols se'n lucrà.
El 1745, es representà juntament amb la seva gossa Trump en un famós autoretrat (Museu Tate Britain a Londres). Aquest quadre és un reflex de la seva personalitat: se suposa que el gos és símbol de perseverança, i Hogarth visteix robes modestes. Juntament amb la seva efígie, apareixen diversos dels seus llibres satírics preferits. Una paleta mostra la inscripció The line of Beauty ('L'anàlisi de la bellesa'), que al·ludeix a un tractat d'estètica que estava preparant. El publicà, acompanyat de gravats, el 1753. En aquest, hi defensava l'expressivitat del traç corb davant del sobri neoclassicisme.
Es troba enterrat al cementiri de Sant Nicolau, a Chiswick Mall, Chiswick, Londres. El seu amic, l'actor David Garrick, en va escriure l'epitafi.
| «                                                 | (anglès) Farewell great Painter of Mankind Who reach'd the noblest point of Art Whose pictur'd Morals charm the Mind And through the Eye correct the Heart. If Genius fire thee, Reader, stay, If Nature touch thee, drop a Tear: If neither move thee, turn away, For Hogarth's honour'd dust lies here. | (català) Adéu gran pintor de la humanitat que ha arribat al punt més noble de l'art de qui els Morals pintats encanten la ment i a través l'ull corregeixen el cor. Si el geni et desperta, lector, queda't una estona, Si la naturalesa et toca, deixa anar una llàgrima: Si ni geni, ni natura et toquen, allunya't, car aquí jau l'honorable pols d'en Hogarth. | » |
| — David Garrick , Epitafi de William Hogarth 1764 | | |   |

## Vida personal

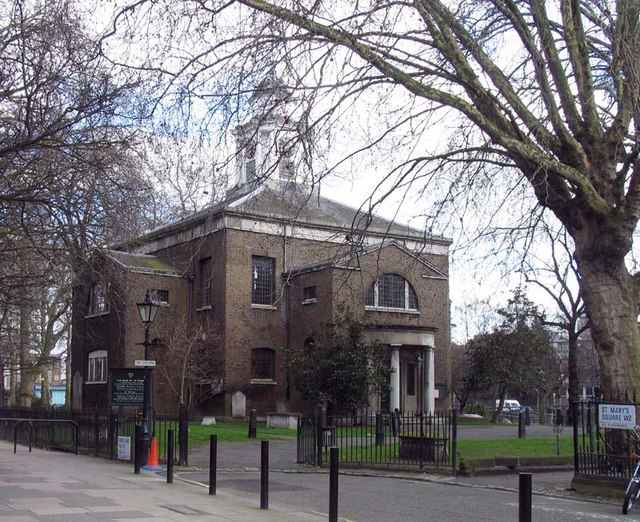
St Mary on Paddington Green Church, Londres. William Hogarth i Jane Thornhill es van fugir aquí, el 1729, en una encarnació anterior de l'edifici de l'església.

El 23 de març de 1729, Hogarth es va fugir amb Jane Thornhill a l'església de Paddington, en contra de la voluntat del seu pare, l'artista Sir James Thornhill.

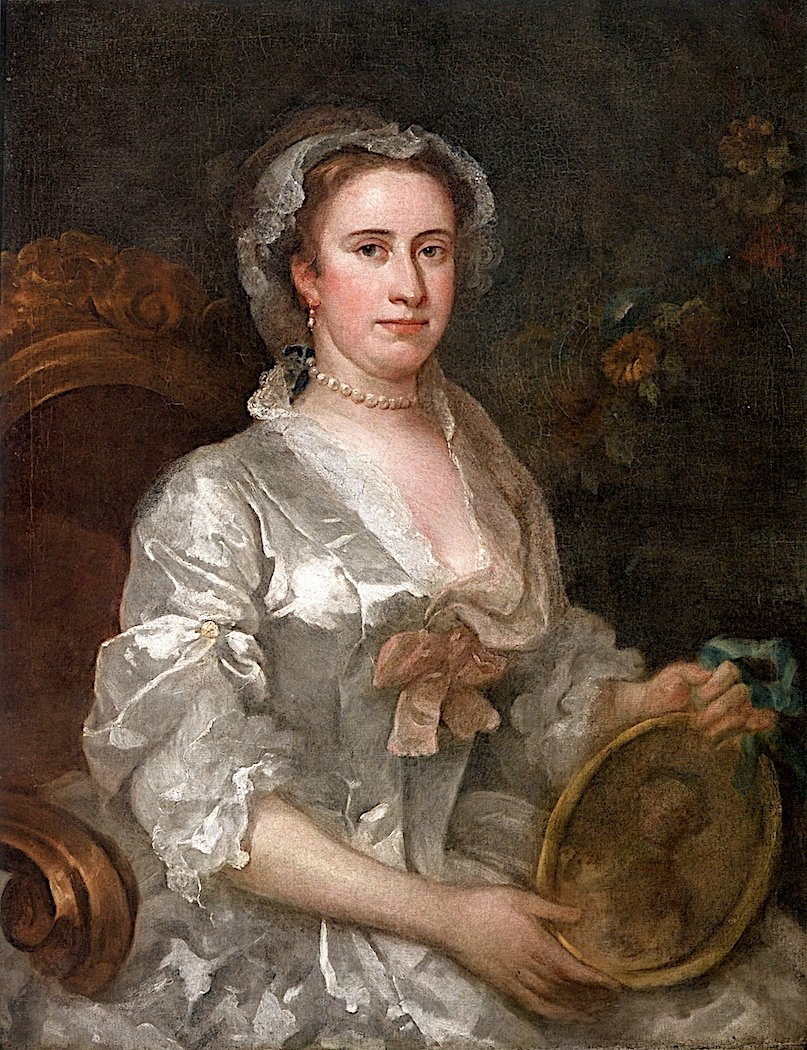
Retrat de Hogarth de la seva dona, Jane Thornhill

Sir James va veure el partit com desigual, ja que Hogarth era un artista força obscur en aquell moment. Tanmateix, quan Hogarth va començar la seva sèrie d'impressions morals, A Harlot's Progress, algunes de les pintures inicials es van col·locar al saló o al menjador de Sir James, gràcies a la conspiració de Jane i la seva mare, amb l'esperança de reconciliar-lo amb la parella. Quan els va veure, va preguntar pel nom de l'artista i, en escoltar-lo, va respondre: «Molt bé; l'home que pot fer representacions com aquestes, també pot mantenir una dona sense una porció». Tanmateix, poc després es va cedir, es va tornar més generós i va viure en harmonia amb la parella fins a la seva mort.
Hogarth es va iniciar com a maçó abans de 1728 a la Lodge at the Hand and Apple Tree Tavern, Little Queen Street, i més tard va pertànyer a la Carrier Stone Lodge i a la Grand Stewards' Lodge; aquest últim encara posseeix la Joia de Hogarth que Hogarth va dissenyar perquè la portés el Mestre de la Lògia. Avui l'original es troba a l'emmagatzematge i el Mestre de la Lògia en porta una rèplica. La maçoneria va ser un tema d'algunes de les obres de Hogarth, sobretot 'Nit', el quart del quartet de pintures (després llançat com a gravats) col·lectivament titulat Els quatre temps del dia.

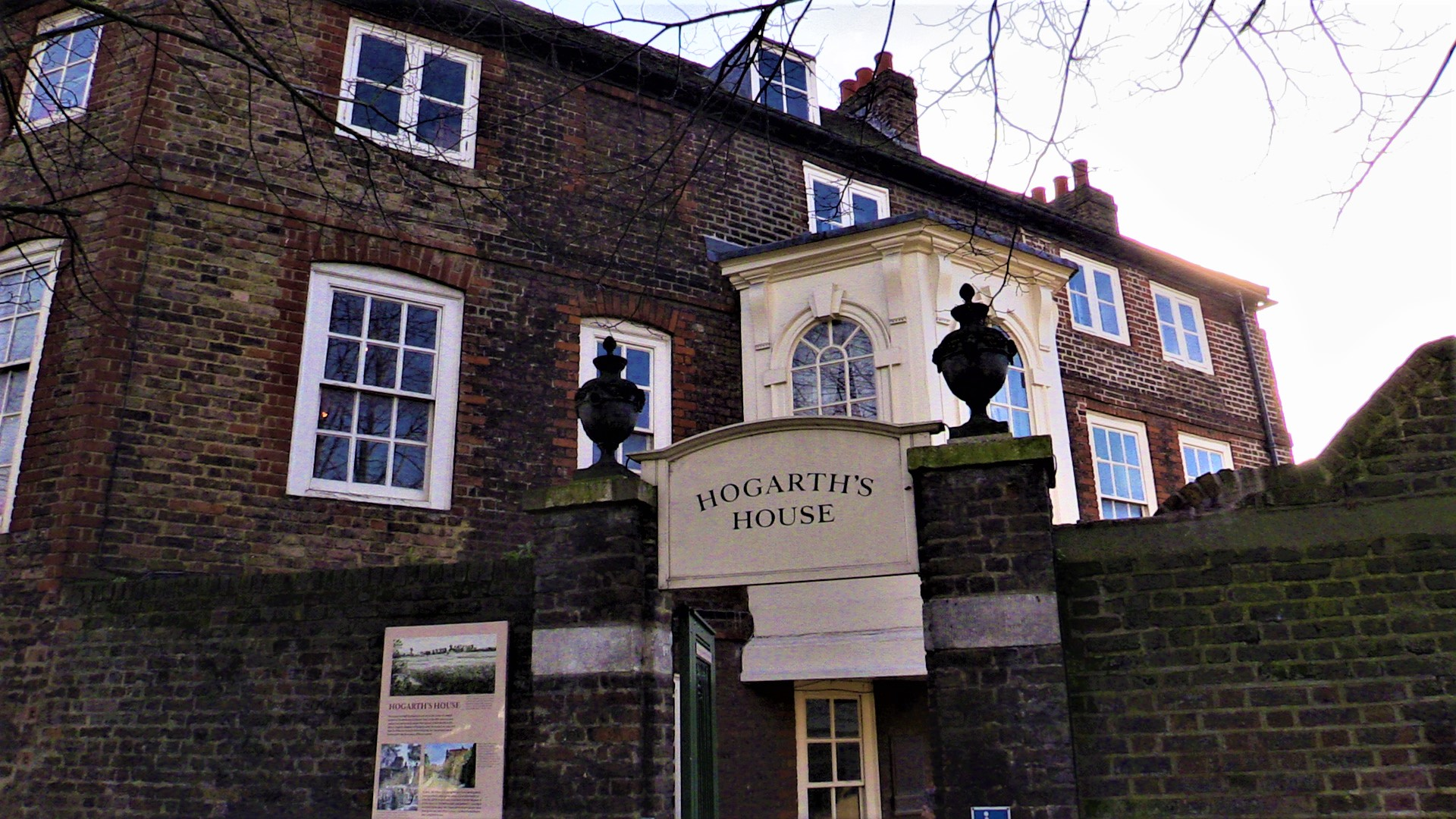
La casa de William Hogarth a Chiswick

La seva casa principal era a Leicester Square (aleshores coneguda com a Leicester Fields), però el 1749 va comprar un refugi de camp a Chiswick, la casa ara coneguda com Hogarth's House i conservada com a museu, i hi va passar una estona durant la resta de la seva vida. Els Hogarth no van tenir fills, tot i que van acollir nens expositors. Va ser un governador fundador de l'Hospital Foundling.
Entre els seus amics i coneguts hi havia molts artistes i satírics anglesos de l'època, com Francis Hayman, Henry Fielding i Laurence Sterne.

## Mort

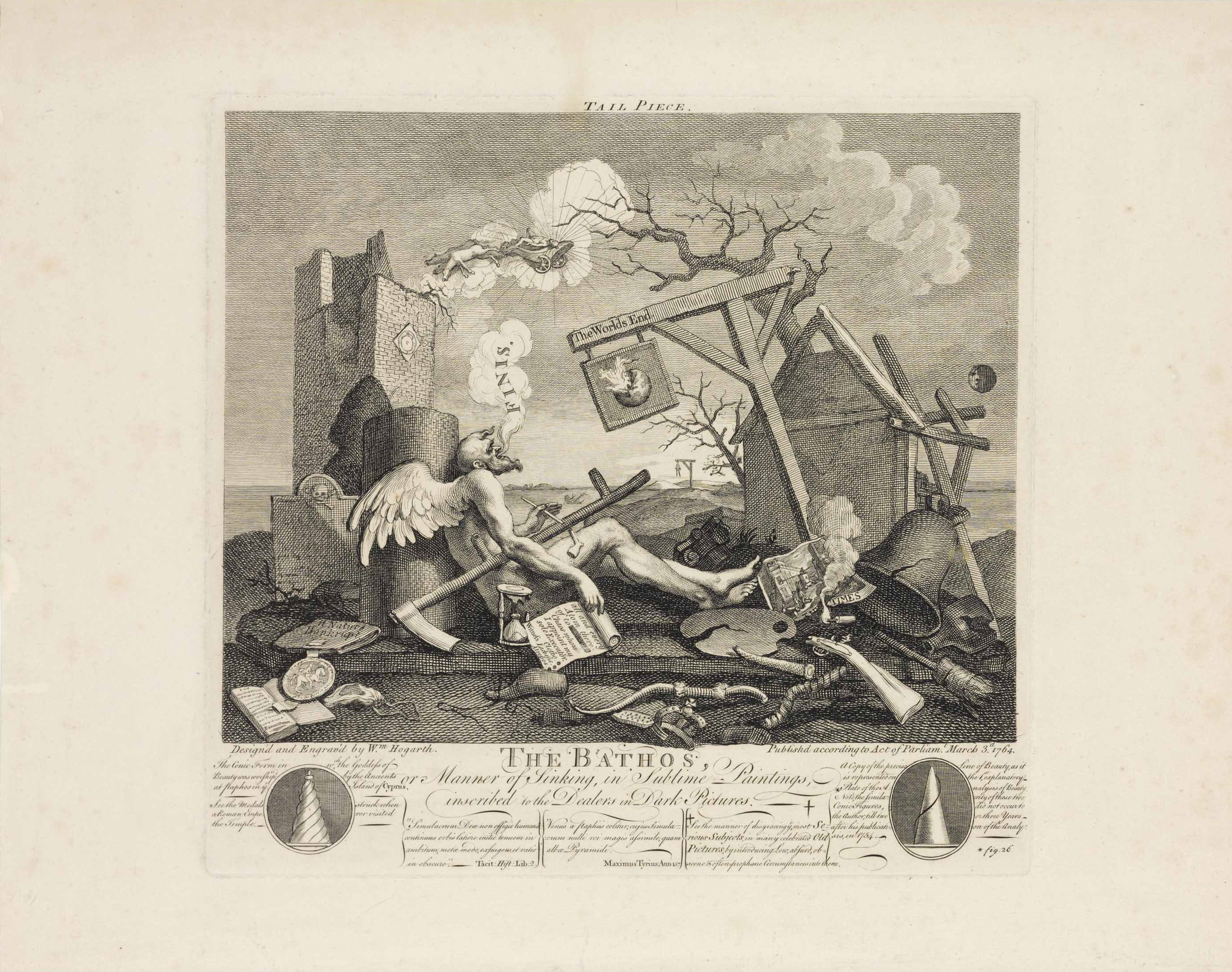
El Bathos, 1764 - La seva obra final

El 25 d'octubre de 1764, Hogarth va ser traslladat des de la seva vil·la de Chiswick fins a casa seva a Leicester Fields, en condicions febles. Ja feia temps que estava en un estat de debilitat, però es deia que estava d'humor alegre i fins i tot encara treballava, amb una mica d'ajuda; fent més retocs a The Bench aquest mateix dia. El 26 d'octubre, va rebre una carta de Benjamin Franklin i va escriure un esborrany com a resposta.
Abans d'anar a dormir aquella nit, havia presumit d'haver menjat una lliura de bistecs per sopar i, segons es diu, semblava més fort que en altres moments. Tanmateix, quan es va anar al llit, de sobte va començar a vomitar; alguna cosa que li va fer tocar el timbre amb tanta força que es va desmaiar. Hogarth va morir unes dues hores més tard, als braços de la seva criada, la senyora Mary Lewis. John Nichols va afirmar que va morir d'un aneurisma, que va dir que va tenir lloc al pit. Horace Walpole va afirmar que va morir d'una hidropesia del pit.
La senyora Lewis, que es va quedar amb Jane Hogarth a Leicester Fields, va ser l'única persona no familiar reconeguda econòmicament en el testament de Hogarth i se li van deixar 100 lliures (aproximadament 15.236,79 lliures del 2024) pels seus serveis fidels.

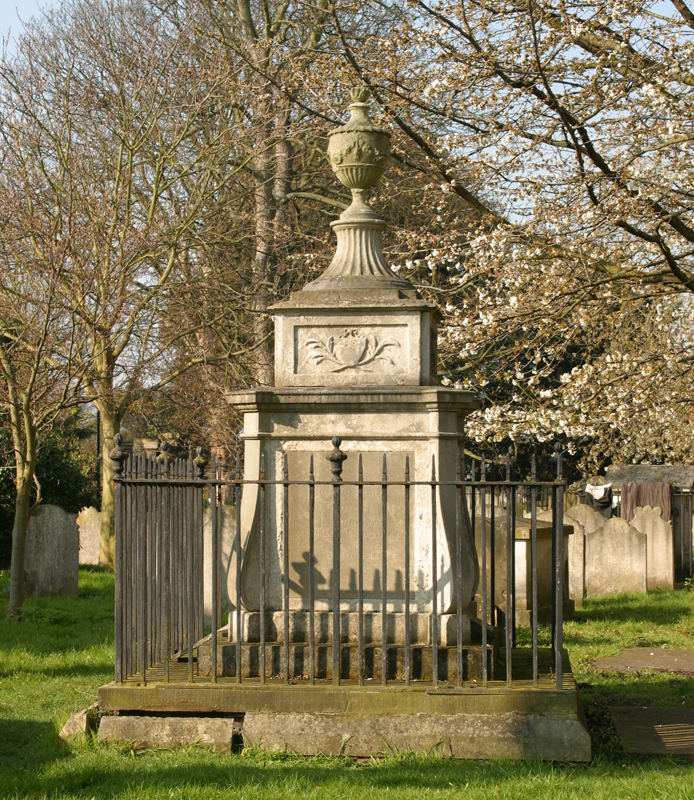
Tomba de William i Jane Hogarth a Chiswick

Hogarth va ser enterrat a l'església de Sant Nicolau, Chiswick, ara a l'oest de Londres.

## Influència i reputació
Les obres de Hogarth van tenir una influència directa sobre John Collier, conegut com el Lancashire Hogarth. La difusió dels gravats de Hogarth per Europa, juntament amb la representació d'escenes populars dels seus gravats en estampes falses de Hogarth, va influir en la il·lustració de llibres continentals durant els segles XVIII i principis del XIX, especialment a Alemanya i França. També va influir en molts caricaturistes dels segles XVIII, XIX i XX. La influència d'Hogarth perdura avui, mentre els artistes continuen inspirant-se en la seva obra.
Les pintures i gravats de Hogarth han proporcionat el tema de diverses obres més. Per exemple, el ballet de 1935 de Gavin Gordon The Rake's Progress, amb coreografia de Ninette de Valois, es va basar directament en la sèrie de pintures d'aquest títol d'Hogarth. L'òpera de 1951 d’Ígor Stravinski The Rake's Progress, amb llibret de WH Auden, es va inspirar menys literalment en la mateixa sèrie. Els gravats de Hogarth també van inspirar l'obra de ràdio de la BBC The Midnight House de Jonathan Hall, basada en la història de fantasmes de MR James The Mezzotint i emesa per primera vegada a BBC Radio 4 el 2006.
Indisposed de Russell Banks és un relat fictici de la infidelitat d'Hogarth des del punt de vista de la seva dona, Jane. Hogarth va ser el personatge principal de l'obra de Nick Dear The Art of Success, mentre que és interpretat per Toby Jones a la pel·lícula de televisió de 2006 A Harlot's Progress.
Hogarth's House a Chiswick, a l'oest de Londres, és ara un museu; la cruïlla principal de la carretera que hi ha al costat s'anomena Rotonda de Hogarth. L'any 2014, tant la Casa de Hogarth com el Museu Foundling van fer exposicions especials per commemorar el 250è aniversari de la seva mort. El 2019, el Museu de Sir John Soane, propietari tant de  The Rake's Progress com The Humours of an Election, va fer una exposició que va reunir per primera vegada totes les sèries de pintures de Hogarth i la seva sèrie de gravats en un sol lloc.
Stanley Kubrick va basar la fotografia de la seva pel·lícula dramàtica d'època de 1975, Barry Lyndon, en diverses pintures de Hogarth.
A la pel·lícula de Roger Michell de 2003 The Mother, protagonitzada per Anne Reid i Daniel Craig, els protagonistes visiten la tomba d'Hogarth durant la seva primera sortida junts. Van llegir en veu alta el poema inscrit allà i la seva admiració compartida per Hogarth ajuda a afirmar la seva connexió entre ells.

## Obres
És cèlebre pels seus retrats, i especialment pels seus gravats, sobretot aquells que representen les sèries satíriques que prèviament havia elaborat com a quadres.

### Representacions de la vida popular

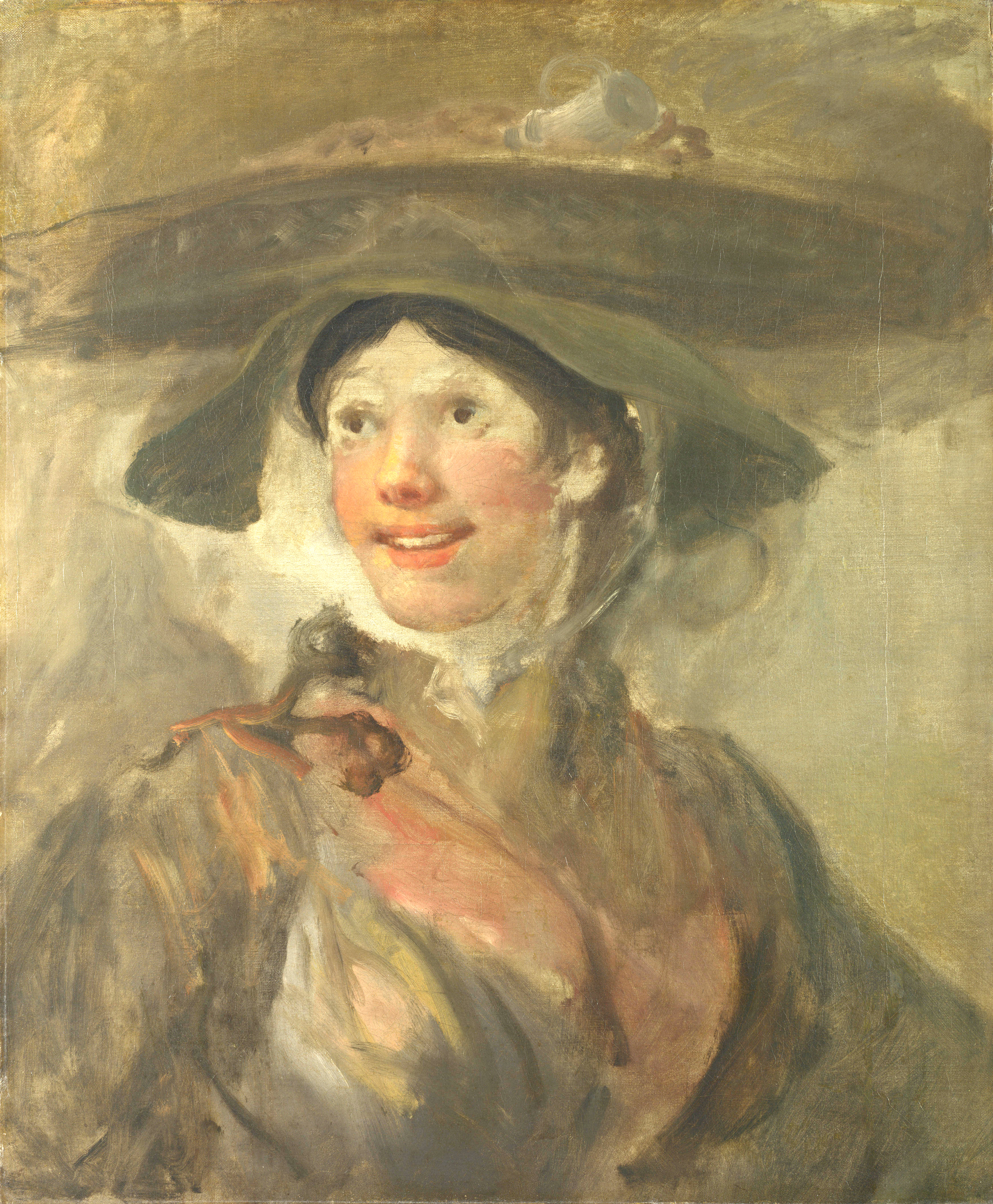
La venedora de minúcies, 1740

Hogarth comença pintant representacions realistes de la vida popular:
- Un carrer (1725, Upperville, Estats Units)
- El reconeixement de la paternitat (h. 1726, Dublín, N. G.)
- Els fidels adormits (1728, Minneapolis, I. A.)

Al final de la seva vida artística, recuperà aquests temes realistes de la vida contemporània popular:
- La venedora de minúcies (1740, National Gallery de Londres) és un esbós a l'oli inacabat que, tanmateix, pot considerar-se una obra mestra de la pintura anglesa.
- A casa del modista (1744, Londres, T. G.)
- La dansa (1745, Camberwell, South London A.G.)

### Retrats

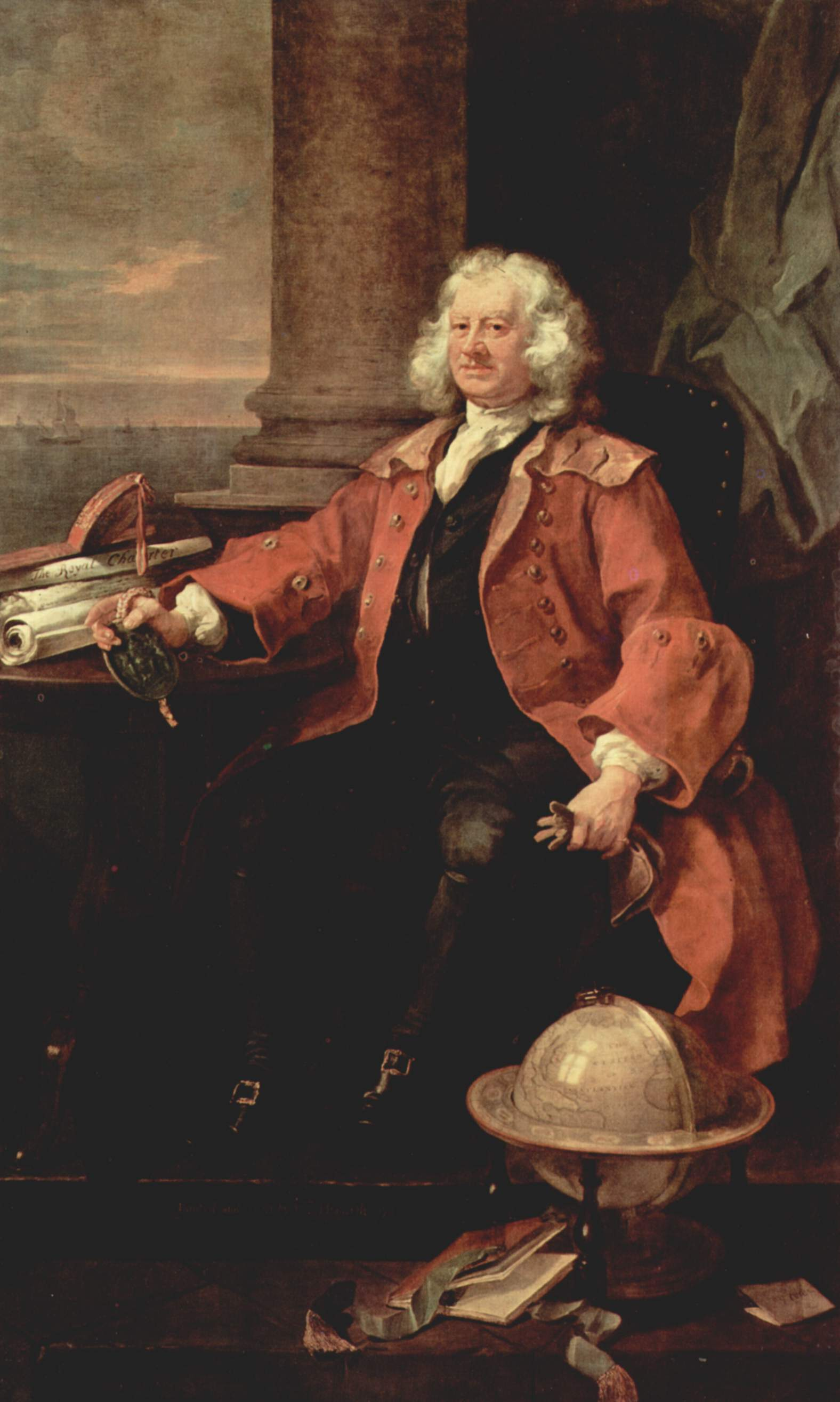
Capità Thomas Coram, 1740

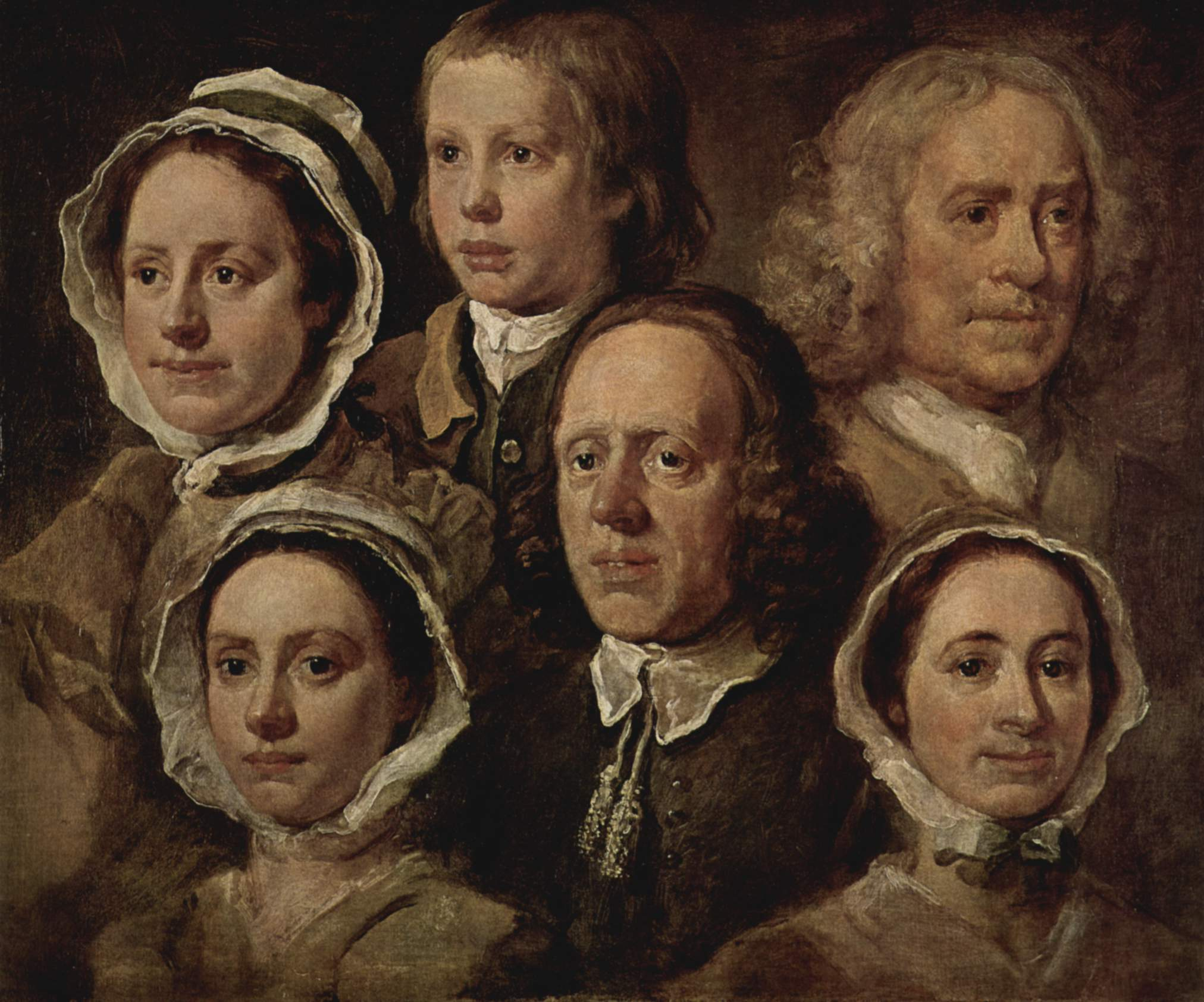
Els criats del pintor

Hogarth realitzà petits conversation pieces, és a dir, 'retrats de grup', a la fi de la dècada dels anys 1720, ridículs i sobergs en els seus fins vestits, mentre que els pobres es preocupen del menjar i el sexe.
- La boda de Stephen Beckingham i Mary Cox (h. 1729, Nova York, M. M.)
- La família Wollaston (1736, Leicester, A. G.)
- La família Fountaine
- Recepció a casa de sir Richard i lady Child (1730, Filadèlfia, M. A.)
- Nens jugant a fer teatre a casa de J. Conduitt (1731)...

Realitza uns quants quadres dels actors principals de la popular The Beggar's Opera, de John Gay, 1728. Diversos són els retrats que fa d'artistes en la vida quotidiana, entre aquests: 
- Sarah Malcolm a la presó (1733, Edimburg)
- El poeta en la misèria (1729-1736, Birmingham. M. A.)
- Retrat de l'actor David Garrick com a Ricard III (1746)
- L'actor Garrick i la seva dona (1757, Londres, castell de Windsor)

A la fi de la dècada dels anys 1730, rep nombrosos encàrrecs de retrats per part de la pròspera burgesia:
- George Arnold (h. 1738, Cambridge, F. M.)
- Capità Thomas Coram (1740, Londres), és un retrat sincer del seu amic, el filantrop Captain Coram (1740; primer en la Thomas Coram Foundation for Children, ara al Foundling Museum)
- Retrat dels nens Graham (1742, Londres)
- Mary Edwards (1742, Nova York, F. C.)
- Benjamin Hoadly, batlle de Winchester (1743, Londres, T. G.)
- Mrs. Elisabeth Salter (1744, Londres)
- El capità Graham a la seva cabina (1745?, Greenwich)
- Els criats del pintor (1750-1755?)

El 1745, Hogarth pintà un autoretrat amb el seu gos, que es troba actualment a la Tate Britain, en el qual es mostra com un artista instruït i recolza en llibres de William Shakespeare, John Milton i Jonathan Swift.